# Martin Exner
Martin Exner (født 10. februar 1985) er sammen med Christian Hjorth Lund stifter af den landsdækkende forening Coding Pirates, der på frivillig basis arbejder med børn og unges teknologiforståelse. Exner er uddannet skolelærer på Blaagaard Seminarium og kandidat i it, læring og organisatorisk omstilling på Aalborg Universitet. I 2017 modtog han IT-prisen.
Martin Exner var DR Ultras legende teknik-kammerat på deres projekt Ultra:Bit, hvor børn kan lære mere om brugen af Micro Bit (en).
Medvært på Youtubekanalen Skæv Strøm sammen med Nick Holmberg og Christian Toft. Trioen har udvidet med en Podcast Skæv Strøm Snak, som vender forskellige "nørdede" begivenheder og temaer, gerne sammen med andre gæster.